# Ebenezer Scrooge
Ebenezer Scrooge es el nombre del protagonista de la novela de 1843 A Christmas Carol, de Charles Dickens. Al principio de la novela es un hombre de corazón duro, egoísta y al que le disgusta la Navidad, los niños o cualquier cosa que produzca felicidad. Dickens lo describe de esta manera: «El frío de su interior le helaba las viejas facciones: le amorataba la nariz afilada, le arrugaba las mejillas, le entorpecía la marcha, le enrojecía los ojos, le ponía azules los delgados labios; hablaba astutamente y con voz áspera». 
Su apellido ha pasado a convertirse en inglés en sinónimo de avaro y misántropo, en referencia a los rasgos más característicos del personaje, tratados de la forma exagerada por la que Dickens es bien conocido. La historia de su transformación tras la visita de tres fantasmas navideños se ha convertido en un icono de la Navidad en algunas culturas. También, la frase de Scrooge: «¡Bah, paparruchas!» ("Bah, humbug!", en el original) a menudo se usa para expresar disgusto por las fiestas navideñas en épocas recientes.

## Origen
La inspiración para el personaje de Dickens fue una lápida de un tal Ebenezer Lennox Scroggie. La lápida identificaba al hombre como un “meal man” (“hombre de la harina”) en referencia a su trabajo de comerciante de maíz, sin embargo Dickens creyó que ponía “mean man” (“hombre egoísta”). Se ha sugerido que las opiniones de Scrooge sobre los pobres están basadas en las del demógrafo y economista político Thomas Malthus.

## Historia
La historia de Cuento de Navidad comienza en Nochebuena con Scrooge en su lugar de trabajo. El libro no especifica cuál es exactamente su negocio, aunque generalmente se asume que es banquero o algún tipo de prestamista. En algunas versiones modernas aparece como abogado. Sea cual sea su trabajo parece estar relacionado con la usura hacia gente de escasos medios. Esto, junto con su falta de caridad y el trato despótico hacia su empleado, Bob Cratchit, parecen ser sus principales defectos. Scrooge siente un gran odio hacia los pobres, sobre quienes piensa que sería mejor que estuvieran muertos para «rebajar la sobrepoblación», y alaba los asilos para pobres de la época victoriana. Siente un particular disgusto por las fiestas Navideñas y rechaza la invitación de su sobrino, Fred, de celebrar la Navidad con él y su familia, y su único acto de amabilidad hacia su empleado en estas fechas es darle el día libre por Navidad, aunque parece que lo hace por obligación social más que por auténtica amabilidad. Para él no es más que un día de dinero perdido. 
Después de presentar al personaje, la novela lo sigue en su residencia, donde muestra intención de pasar la Navidad solo. Allí, es visitado por el fantasma de su difunto socio, Jacob Marley, el cual basó su vida en explotar a los pobres, por lo cual ha sido condenado a arrastrar una larga y pesada cadena, símbolo de sus actos de avaricia e insensibilidad. Marley visita a Scrooge para decirle que se arriesga a seguir su mismo destino y le anuncia que será visitado por tres espíritus: Pasado, Presente y Futuro. El resto de la novela actúa como una biografía y perfil psicológico, mostrando su evolución hasta su estado actual y la manera en que los otros lo ven. 
Según lo prometido, el Espíritu de la Navidades Pasadas le hace una visita y lo lleva a su época de escolar. Aquí se sugiere que su padre lo tenía abandonado y que Scrooge tenía que permanecer en el internado incluso en Navidad, cuando los otros niños se iban a pasar las vacaciones con sus familias. Esto explica los inicios de su falta de socialización y empatía. Al ser menospreciado por sus padres, aprendió a no valorar a sus compañeros. Más adelante, el fantasma le enseña cómo el éxito en su negocio le convierte en un adicto al trabajo. Esto hace que la joven de la que se enamoró lo abandone y se case con otro, lo que endurece aún más su corazón. Le produce un gran daño también la muerte de su hermana Fan, el único miembro de su familia con quien tenía buena relación, lo que hace que pierda todo amor hacia el mundo. A Scrooge solo le queda ahora su sobrino, pero no se preocupa mucho por él, ya que le culpa de la muerte de su hermana tras darle a luz (como el padre de Scrooge lo culpó a él de la muerte de su madre). La visita del Espíritu de las Navidades Pasadas revela también el origen del neurótico odio de Scrooge hacia la Navidad, ya que muchos de los acontecimientos clave en su vida sucedieron durante la época de Navidad.
Luego es visitado por el Espíritu de la Navidades Presentes, que le muestra la felicidad que hay alrededor de las familias de clase media y de la pobre familia de Cratchit. Estos últimos tienen un hijo cojo al que cuidar con la miseria que Scrooge paga a su empleado. El fantasma le enseña además los demonios de la Miseria y la Ignorancia en forma de dos niños pobres y sucios.
El Espíritu de las Navidades Futuras le muestra cómo la gente se alegrará de su futura muerte y de las consecuencias futuras de sus acciones. Scrooge ve entonces su propia tumba antes de despertar y descubrir que es todavía la mañana de Navidad, por lo que aún está a tiempo de cambiar su destino. Scrooge pasa a partir de ese momento a convertirse en un modelo de generosidad y amabilidad.

## En cine y televisión
- Scrooge ha sido interpretado (en acción real o dibujos animados) por los siguientes actores: Seymour Hicks en 1935, Reginald Owen, en 1938, Alistair Sim en 1951, Charles Ogle, Mr. Magoo, Beavis, Albert Finney, Rowan Atkinson,  Scrooge McDuck, Bill Murray, Michael Caine, James Earl Jones, Tim Curry, Patrick Stewart, Dean Jones, Simon Callow, Charles Goad, Cameron LeBlanc, George C. Scott, Kelsey Grammer, Jack Palance, Henry Winkler y Jim Carrey (en la adaptación del libro del 2009 que fue lanzada en noviembre). También hay una versión de 1970 llamada Muchas gracias Mr. Scrooge. En 2020 se ha adaptado a la cultura española encarnando el personaje J.J.Videgain.

## Homenajes y parodias
- Scrooge McDuck (Rico McPato o Gilito McPato), creado por Carl Barks, fue la estrella de varias historietas publicadas por Disney y que conocieron en los años 80 una adaptación a la televisión con la serie Patoaventuras. Scrooge fue llamado así en honor al personaje de Dickens, y hace ese papel en la adaptación de la historia en la película Mickey's Christmas Carol.
- En la telenovela mexicana del mismo nombre, hay una versión de Ebenezer quien aquí se llama Saúl. También logra cambiar de actitud y resulta que su sobrino es su hijo.
- En el episodio X-Mas Marks The Spot de Los verdaderos cazafantasmas, los protagonistas viajan en el tiempo a la época de Scrooge y capturan accidentalmente a los tres fantasmas antes de que hayan reformado a Scrooge. A su regreso encuentran que ya no se celebra la Navidad, por lo que deben retroceder una vez más para arreglar el error.
- Mr Magoo's Christmas Carol presenta al personaje Mr. Magoo haciendo el papel de Scrooge en una representación teatral de la novela.
- En un episodio de La víbora negra aparece uno de los miembros del clan en el papel de Scrooge. Sin embargo en esta historia el personaje, inicialmente amable y generoso, es convencido por los fantasmas para volverse una mala persona y así evitar que sus descendientes sean esclavizados en un futuro lejano.
- En un episodio de Los Supersónicos, los fantasmas visitan a Mr. Spacely, el jefe de George Supersónico. El Fantasma de las Navidades Pasadas le enseña cuando siendo niño era egoísta y tenía mal corazón con Supersónico y le quitaba su dinero en la escuela. El Fantasma de las Navidades Presentes le enseña a Astro en peligro, ya que la familia no puede permitirse llevarlo a un veterinario. El Fantasma de las Navidades Futuras le enseña a Astro ya muerto tras tragarse un engranaje de uno de los juguetes de Spacely, tras lo cual los Supersónicos le demandarían, resultando en un futuro en que ellos serían ricos y él pobre. La mañana de Navidad envía a su veterinario particular a salvar a Astro. La historia difiere del original en que el personaje no aparece como totalmente reformado.
- En un especial de Los Picapiedra, en una obra de teatro en la cual Pedro Picapiedra actúa como Scrooge.
- En la serie animada Mansión Foster para Amigos Imaginarios, Bloo se disfraza de los tres fantasmas de la Navidad para espantar al Señor Conejo (el Señor Conejo haría una clara referencia a Scrooge.
- En la película directa a vídeo de Looney Tunes, Bah! Humduck, la historia navideña es basada en el cuento de Dickens, donde el Pato Lucas sería Scrooge y los fantasmas son la Abuelita y Piolín (Navidad pasada), Sam Bigotes (presente) y el Diablo de Tasmania (futuro).
- En Los Simpson, aunque jamás le han dedicado un episodio, hay muchas referencias relacionadas con Homer y el Sr. Burns: en el episodio "Grift of the Magi" se menciona que al Sr. Burns lo visitaron tres fantasmas en la noche de Navidad; en "'Tis The Fifteenth Season", Homer ve el especial de Mr. McGrew (parodia de Mr. Magoo) sobre Christmas Carol, a la mañana siguiente mostrándole Lisa en la televisión otros especiales con Steve Urkel o los personajes de Star Trek también representando a Scrooge.
- Un especial de Navidad de la serie Beavis and Butthead ("Hu, hu humbug!"), está basado en la historia, con Beavis en el papel de Scrooge, Butthead como el fantasma de Jacob Marley, McVicker como Bob Cratchit, Tom Anderson como el Fantasma de las Navidades Pasadas, Van Driesen como el Fantasma de las Navidades Presentes y Bradley Buzzcut como el Fantasma de las Navidades Futuras.
- En la película Polar Express el niño protagonista se encuentra con una marioneta de Ebenezer Scrooge.
- En la película Corazón de tinta (Ink Heart) hay una escena en donde claramente aparece la lápida de Ebenezer Scrooge.
- En la canción de 2010 titulada "Wish List" del grupo de rock alternativo Neon Trees, se hace referencia a Mr. Scrooge en uno de sus versos.
- En la aplicación para Facebook y Hi5 "Mousehunt", cerca de época de Navidad, aparece un ratón disponible para atrapar llamado "Scrooge Mouse", en homenaje a Ebenezer Scrooge.
- En el especial navideño de 2010 de Doctor Who, titulado A Christmas Carol, al Doctor se le ocurre viajar en el tiempo con su TARDIS para dar una lección a un hombre gruñón y avaricioso tras recordarle a Scrooge.
- En la película Barbie en un cuento de Navidad Eden Starling (Barbie) es una versión femenina de Scrooge.
- En el año 2000 se estrenó "Un cuento de navidad de una Diva" donde el papel protagonista está a cargo de Vanessa Williams representando a Ebony Scrooge. Está basada en la historia original, pero llevada a la época actual y en vez de usurero es una cantante famosa que sacrificó muchas cosas en su afán de éxito. Se vuelve famosa pero está sola y trata mal a su sobrina.
- En el especial navideño The Smurfs: A Christmas Carol, Gruñón interpreta al señor Scrooge y tres pitufos iguales a Pitufina, Filósofo y Fortachón que son los espíritus de la Navidad, le hacen recuperar el espíritu navideño que había perdido.
- En la serie La CQ, hicieron un especial de Navidad en donde Adri hacía el papel de Scrooge.
- En la novela gráfica Batman Noel, el superhéroe Batman persigue a un hombre llamado Bob; durante su investigación es visitado por el fantasma de su difunto compañero Jason Todd, a lo que más tarde le visitarían otros tres espíritus: Catwoman (pasado), Superman (presente) y el Joker (futuro).
- En la serie VeggieTales en la tele en el episodio 25 y 26 se hizo un especial de Pascua, y se relataba su historia de una manera entretenida, pero a la vez reflexiva para que, tanto los niños como los adultos, puedan entender el mensaje y pasar un momento divertido.
- Es parodiado por el humorista José Mota en su especial de Nochevieja de 2021 "Cuento de Vanidad".
- En la serie The Loud House, en el episodio de la quinta temporada "Un Cuento de Naviflipdad", Flip toma el rol de Scrooge y recibe la visita los tres espíritus para enseñarle una lección, representados por otros personajes de la serie: Lisa Loud como el fantasma de la Navidad pasada, Lincoln y Clyde como espíritus de la Navidad presente, y Lucy Loud como el espíritu de la Navidad futura.
- El episodio La última noche de la serie colombiana Séptima puerta, está basado en Un cuento de Navidad.